# Гредіц
Гредіц (нім. Gröditz) — місто в Німеччині, розташоване в землі Саксонія. Входить до складу району Майсен.
Площа — 28,78 км2. Населення становить 6932 ос. (станом на 31 грудня 2020).